# Jean Thissen
Jean Thissen (ur. 21 kwietnia 1946 w Ensival), belgijski piłkarz, obrońca. Długoletni zawodnik Standard de Liège i Anderlechtu.

## Kariera
Był pierwszym klubem w jego dorosłej karierze. Debiutował w sezonie 1965/66, w pierwszym składzie zaczął regularnie występować dwa lata później i do 1974 rozegrał ponad 200 spotkań. Trzy razy zostawał mistrzem kraju (1969–1971). W 1974 odszedł do Anderlechtu i sięgał po Puchar Belgii oraz dwukrotnie triumfował w Pucharze Zdobywców Pucharów (1976 i 1978).
W reprezentacji Belgii wystąpił 34 razy. Debiutował w 1968, ostatni raz zagrał w 1977. Grał na mistrzostwach świata w 1970 (3 spotkania). Dwa lata później znajdował się wśród brązowych medalistów ME 72.
Po zakończeniu kariery został trenerem.